# Kvalifikace na Mistrovství Evropy ve fotbale 2020 – skupina E
Skupina E kvalifikace na mistrovství Evropy ve fotbale 2020 je jednou z 10 kvalifikačních skupin na tento šampionát. Přímý postup na závěrečný turnaj si zajistí první 2 týmy. Na rozdíl od předchozích evropských kvalifikací do baráže nepostoupí týmy na základě pořadí v kvalifikační skupině, ale podle konečného žebříčku v jednotlivých skupinách (ligách A–D) Ligy národů UEFA 2018/19.

## Výsledky
| Legenda                                                                         |
| ------------------------------------------------------------------------------- |
| Vítěz skupiny a druhý v pořadí postupující přímo na šampionát                   |
| Týmy postupující do baráže o účast na šampionátu                                |
| V křížové tabulce vpravo je domácí tým v levém sloupci, hostující v horní řadě. |

### Tabulka
| Tým         | Z | V | R | P | VG | IG | +/- | B  |
| ----------- | - | - | - | - | -- | -- | --- | -- |
| Chorvatsko  | 8 | 5 | 2 | 1 | 17 | 7  | +10 | 17 |
| Wales       | 8 | 4 | 2 | 2 | 10 | 6  | +4  | 14 |
| Slovensko   | 8 | 4 | 1 | 3 | 13 | 11 | +2  | 13 |
| Maďarsko    | 8 | 4 | 0 | 4 | 8  | 11 | -3  | 12 |
| Ázerbájdžán | 8 | 0 | 1 | 7 | 5  | 18 | -13 | 1  |

|             | Chorvatsko | Wales | Slovensko | Maďarsko | Ázerbájdžán |
| ----------- | ---------- | ----- | --------- | -------- | ----------- |
| Chorvatsko  | —          | 2:1   | 3:1       | 3:0      | 2:1         |
| Wales       | 1:1        | —     | 1:0       | 2:0      | 2:1         |
| Slovensko   | 0:4        | 1:1   | —         | 2:0      | 2:0         |
| Maďarsko    | 2:1        | 1:0   | 1:2       | —        | 1:0         |
| Ázerbájdžán | 1:1        | 0:2   | 1:5       | 1:3      | —           |

### Zápasy
| 21. března 2019 20:45    |        |              |                                                                              |
| Chorvatsko               | 2 : 1  | Ázerbájdžán  | Stadion Maksimir, Záhřeb diváci: 23 146 rozhodčí: Georgi Kabakov (Bulharsko) |
| Barišić 44' Kramarić 79' | Zpráva | Šejdajev 19' | Stadion Maksimir, Záhřeb diváci: 23 146 rozhodčí: Georgi Kabakov (Bulharsko) |

| 21. března 2019 20:45 |        |          |                                                                                        |
| Slovensko             | 2 : 0  | Maďarsko | Anton Malatinský Stadium, Trnava diváci: 14 235 rozhodčí: Vladislav Bezborodov (Rusko) |
| Duda 42' Rusnák 85'   | Zpráva |          | Anton Malatinský Stadium, Trnava diváci: 14 235 rozhodčí: Vladislav Bezborodov (Rusko) |

| 24. března 2019 15:00 |        |           |                                                                               |
| Wales                 | 1 : 0  | Slovensko | Cardiff City Stadium, Cardiff diváci: 31 617 rozhodčí: Felix Zwayer (Německo) |
| Daniel James 5'       | Zpráva |           | Cardiff City Stadium, Cardiff diváci: 31 617 rozhodčí: Felix Zwayer (Německo) |

| 24. března 2019 18:00 |        |            |                                                                           |
| Maďarsko              | 2 : 1  | Chorvatsko | Groupama Arena, Budapešť diváci: 19 400 rozhodčí: Willie Collum (Skotsko) |
| Szalai 34' Pátkai 76' | Zpráva | Rebić 13'  | Groupama Arena, Budapešť diváci: 19 400 rozhodčí: Willie Collum (Skotsko) |

| 8. června 2019 15:00              |        |            |                                                                               |
| Chorvatsko                        | 2 : 1  | Wales      | Stadion Gradski vrt, Osijek diváci: 17 061 rozhodčí: István Kovács (Rumunsko) |
| J. Lawrence 17' (vl.) Perišić 48' | Zpráva | Brooks 77' | Stadion Gradski vrt, Osijek diváci: 17 061 rozhodčí: István Kovács (Rumunsko) |

| 8. června 2019 18:00 |        |                           |                                                                      |
| Ázerbájdžán          | 1 : 3  | Maďarsko                  | Bakcell Arena, Baku diváci: 10 450 rozhodčí: Kevin Blom (Nizozemsko) |
| Emreli 69'           | Zpráva | Orban 18', 53' Holman 71' | Bakcell Arena, Baku diváci: 10 450 rozhodčí: Kevin Blom (Nizozemsko) |

| 11. června 2019 18:00 |        |                                                 |                                                                   |
| Ázerbájdžán           | 1 : 5  | Slovensko                                       | Bakcell Arena, Baku diváci: 8 200 rozhodčí: John Beaton (Skotsko) |
| Šejdajev 29'          | Zpráva | Lobotka 8' Kucka 27' Hamšík 30', 57' Hancko 85' | Bakcell Arena, Baku diváci: 8 200 rozhodčí: John Beaton (Skotsko) |

| 11. června 2019 20:45 |        |       |                                                                         |
| Maďarsko              | 1 : 0  | Wales | Groupama Arena, Budapešť diváci: 18 350 rozhodčí: Matej Jug (Slovinsko) |
| Pátkai 80'            | Zpráva |       | Groupama Arena, Budapešť diváci: 18 350 rozhodčí: Matej Jug (Slovinsko) |

| 6. září 2019 20:45 |        |                                                |                                                                          |
| Slovensko          | 0 : 4  | Chorvatsko                                     | City Arena Trnava, Trnava diváci: 18 098 rozhodčí: Felix Brych (Německo) |
|                    | Zpráva | Vlašić 45' Perišić 46' Petković 72' Lovren 89' | City Arena Trnava, Trnava diváci: 18 098 rozhodčí: Felix Brych (Německo) |

| 6. září 2019 20:45          |        |             |                                                                                      |
| Wales                       | 2 : 1  | Ázerbájdžán | Cardiff City Stadium, Cardiff diváci: 28 385 rozhodčí: Trustin Farrugia Cann (Malta) |
| Pashayev 26' (vl.) Bale 84' | Zpráva | Emreli 59'  | Cardiff City Stadium, Cardiff diváci: 28 385 rozhodčí: Trustin Farrugia Cann (Malta) |

| 9. září 2019 18:00 |        |                   |                                                                        |
| Ázerbájdžán        | 1 : 1  | Chorvatsko        | Bakcell Arena, Baku diváci: 9 150 rozhodčí: Sandro Schärer (Švýcarsko) |
| Khalilzade 72'     | Zpráva | Modrić 11' (pen.) | Bakcell Arena, Baku diváci: 9 150 rozhodčí: Sandro Schärer (Švýcarsko) |

| 9. září 2019 20:45 |        |                     |                                                                                   |
| Maďarsko           | 1 : 2  | Slovensko           | Groupama Arena, Budapešť diváci: 21 700 rozhodčí: Antonio Mateu Lahoz (Španělsko) |
| Szoboszlai 50'     | Zpráva | Mak 40' Boženík 56' | Groupama Arena, Budapešť diváci: 21 700 rozhodčí: Antonio Mateu Lahoz (Španělsko) |

| 10. října 2019 20:45        |        |          |                                                                        |
| Chorvatsko                  | 3 : 0  | Maďarsko | Stadion Poljud, Split diváci: 32 110 rozhodčí: Daniele Orsato (Itálie) |
| Modrić 5' Petković 24', 42' | Zpráva |          | Stadion Poljud, Split diváci: 32 110 rozhodčí: Daniele Orsato (Itálie) |

| 10. října 2019 20:45 |        |           |                                                                                        |
| Slovensko            | 1 : 1  | Wales     | City Arena Trnava, Trnava diváci: 18 071 rozhodčí: Carlos del Cerro Grande (Španělsko) |
| Kucka 53'            | Zpráva | Moore 25' | City Arena Trnava, Trnava diváci: 18 071 rozhodčí: Carlos del Cerro Grande (Španělsko) |

| 13. října 2019 18:00 |        |             |                                                                              |
| Maďarsko             | 1 : 0  | Ázerbájdžán | Groupama Arena, Budapešť diváci: 11 300 rozhodčí: Dennis Higler (Nizozemsko) |
| Korhut 10'           | Zpráva |             | Groupama Arena, Budapešť diváci: 11 300 rozhodčí: Dennis Higler (Nizozemsko) |

| 13. října 2019 20:45 |        |            |                                                                                   |
| Wales                | 1 : 1  | Chorvatsko | Cardiff City Stadium, Cardiff diváci: 31 745 rozhodčí: Björn Kuipers (Nizozemsko) |
| Bale 45+3'           | Zpráva | Vlašić 9'  | Cardiff City Stadium, Cardiff diváci: 31 745 rozhodčí: Björn Kuipers (Nizozemsko) |

| 16. listopadu 2019 18:00 |        |                      |                                                                     |
| Ázerbájdžán              | 0 : 2  | Wales                | Bakcell Arena, Baku diváci: 8 622 rozhodčí: Deniz Aytekin (Německo) |
|                          | Zpráva | Moore 10' Wilson 34' | Bakcell Arena, Baku diváci: 8 622 rozhodčí: Deniz Aytekin (Německo) |

| 16. listopadu 2019 20:45            |        |             |                                                                           |
| Chorvatsko                          | 3 : 1  | Slovensko   | Stadion Rujevica, Rijeka diváci: 8 212 rozhodčí: Clément Turpin (Francie) |
| Vlašić 56' Petković 60' Perišić 74' | Zpráva | Boženík 32' | Stadion Rujevica, Rijeka diváci: 8 212 rozhodčí: Clément Turpin (Francie) |

| 19. listopadu 2019 20:45 |        |             |                                                                           |
| Slovensko                | 2 : 0  | Ázerbájdžán | City Arena Trnava, Trnava diváci: 7 825 rozhodčí: Serhiy Boyko (Ukrajina) |
| Boženík 19' Hamšík 86'   | Zpráva |             | City Arena Trnava, Trnava diváci: 7 825 rozhodčí: Serhiy Boyko (Ukrajina) |

| 19. listopadu 2019 20:45 |        |          |                                                                                  |
| Wales                    | 2 : 0  | Maďarsko | Cardiff City Stadium, Cardiff diváci: 31,762 rozhodčí: Ovidiu Hațegan (Rumunsko) |
| Ramsey 15', 47'          | Zpráva |          | Cardiff City Stadium, Cardiff diváci: 31,762 rozhodčí: Ovidiu Hațegan (Rumunsko) |